# Judenrat

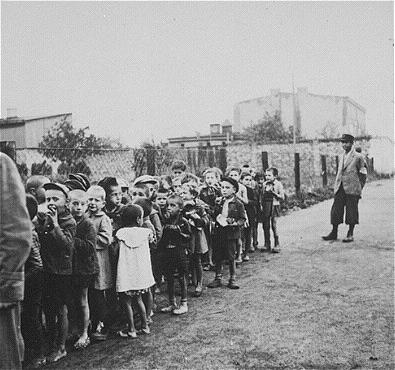
Vigilats per la policia del Judenrat, un grup de nens del gueto de Lodz fa cua per embarcar al tren que els portarà al camp d'extermini de Chełmno.

Judenrat (pl.Judenräte) és el nom que rebien, en alemany, els consells jueus de govern dels guetos establerts pels nazis en diversos llocs, i especialment en el territori del Govern General de Polònia, la part de Polònia ocupada però no annexionada per Alemanya.
Van tenir diferents denominacions segons el Judenrat concret de què es tractés. Per a la seva formació, els nazis localitzaven a algun jueu prominent, generalment algun antic càrrec electe, un president d'una associació jueva o rabí, i li encarregaven la formació del consell. Aquest estava format per dotze membres en els guetos de menys de 10.000 habitants i per vint-i-quatre si superaven aquesta quantitat. Els presidents així nomenats pels nazis cridaven a formar part del consell a altres antics dirigents jueus, encara que en general tenien cura d'excloure persones que poguessin irritar als alemanys: rabins ortodoxos, comunistes o socialistes, etc. Els Judenräte tenien al seu càrrec a tota la població d'un gueto, havien de mantenir l'ordre (a través d'uns cossos de policia propis, la Policia Jueva) i havien de complir i fer complir les directrius alemanyes. D'aquesta manera, els consells jueus eren els que censaven a la població jueva, inventariaven els seus béns per facilitar la seva confiscació pels nazis, elaboraven les llistes de persones que havien de ser deportades cap als camps d'extermini, les conduïen cap als llocs d'embarcament i perseguien als que fugien o s'amagaven. En general, complien puntual i gelosament les instruccions rebudes, ja que els membres del Judenrat eren personalment responsables de qualsevol negligència o desobediència, i especialment el seu president, nomenat com s'ha dit directament pels alemanys, que rebia les instruccions d'un oficial de les SS encarregat del gueto.
Els consells jueus van ser una peça essencial en el mecanisme de l'Holocaust, pel que la seva tasca -sobre la qual hi ha abundant documentació- ha suscitat molta polèmica en la historiografia posterior. Els investigadors actuals coincideixen a assenyalar l'habilitat dels nazis en fer recaure el gruix de les tasques que van conduir als jueus al seu extermini en els camps sobre els mateixos jueus (en els camps, també estaven formats per jueus els Sonderkommandos que s'encarregaven de l'eliminació física dels presoners i la seva incineració), i també hi ha coincidència a concloure que sense aquesta col·laboració forçada, probablement l'extermini dels jueus d'Europa hauria estat una tasca infinitament més difícil. El punt fosc de la qüestió és saber com va arribar a produir-se una col·laboració tan diligent. Les persones que van integrar els Judenräte gaudien d'una immunitat temporal a la deportació i en el seu procedir potser influís el fet que les decisions que van portar als jueus a la mort es van anar prenent de manera gradual, de manera que en formar-se els guetos, el 1939, ningú, ni tan sols els mateixos nazis (excepte potser els més alts dirigents), podien suposar que finalment (el 1942) s'optaria per l'extermini total. Inicialment es pensava que els guetos eren el pas previ al reassentament dels jueus fora de les fronteres del Reich (i de fet, reassentament va ser la paraula que es va usar en els documents oficials fins i tot quan es tractava ja del trasllat als camps de la mort). Quan les operacions d'extermini van començar, els Judenräte van seguir cooperant amb els nazis, pel que sembla, segons els relats dels escassos supervivents, inicialment convençuts que la matança no podria durar molt i que sacrificant una part dels jueus podrien salvar la resta; a mesura que la Solució Final es perllongava en el temps, però, van seguir col·laborant per així retardar la seva pròpia deportació i la dels seus familiars, tot i que finalment no van aconseguir ni tan sols això últim.
En alguns llocs, com el Gueto de Minsk, el Judenrat col·laborava amb la resistència jueva clandestina.
Chaim Rumkowski és potser el més conegut membre d'un Judenrat. Governava el gueto de Łódź (Polònia) com un dictador, va ser un actiu col·laborador dels nazis i s'envoltava d'una bombolla règia, i es feia anomenar Chaim I. En els seus discursos abundaven expressions com "els meus jueus", "el meu gueto", "les meves fàbriques" ... Un altre dirigent jueu cèlebre va ser Adam Czerniaków, president del gueto de Varsòvia. Es va suïcidar quan se li va ordenar preparar una deportació de diversos milers de persones. Va deixar escrit un diari.